# Jordanka Blagoewa
Jordanka Blagoewa(-Dimitrowa) (bulgarisch: Йорданка Благоева(-Димитрова), * 19. Januar 1947 in Gorno Zerowene, Oblast Montana) ist eine ehemalige bulgarische Leichtathletin, die 1972 den Weltrekord im Hochsprung um zwei Zentimeter verbesserte.

## Karriere
Bei den Olympischen Spielen 1968 konnte sich Blagoewa als 17. der Ausscheidung nicht für das Finale qualifizieren. Im Jahr darauf gewann sie bei den Europäischen Hallenspielen in Belgrad mit 1,82 Meter Silber bei gleicher Höhe zur Siegerin Rita Schmidt. Bei den Europameisterschaften 1969 in Athen meisterte Blagojewa in der Qualifikation 1,74 Meter, im Finale belegte sie mit 1,68 Meter den 13. und letzten Platz.
Nachdem sie 1971 weder in der Halle noch im Freien bei den Europameisterschaften angetreten war, gewann sie mit 1,84 Meter bei den Halleneuropameisterschaften 1972 in Grenoble Bronze hinter den DDR-Springerinnen Rita Schmidt und Rita Gildemeister, alle drei Medaillengewinnerinnen sprangen im Straddle-Stil. Bei den Olympischen Spielen 1972 in München überquerten drei Springerinnen die Höhe von 1,88 Meter, die Deutsche Ulrike Meyfarth und Jordanka Blagoewa ohne Fehlversuch, die amtierende Weltrekordlerin Ilona Gusenbauer aus Österreich war nach fünf Fehlversuchen bei vier Höhen ebenfalls noch dabei. Die Flop-Springerin Meyfarth gewann schließlich Gold und stellte Gusenbauers Weltrekord mit 1,92 Meter ein, Blagoewa gewann mit 1,88 Meter Silber vor Gusenbauer. Am 24. September 1972, zwanzig Tage nach dem Finale in München, überquerte Jordanka Blagoewa in Zagreb 1,94 Meter und verbesserte den Weltrekord von Gusenbauer und Meyfarth um zwei Zentimeter. Zwei Jahre später wurde sie von Rosemarie Witschas als Weltrekordlerin abgelöst.
Am 11. März 1973, gewann Blagoewa bei den Halleneuropameisterschaften ihren einzigen internationalen Titel. Mit 1,92 Meter hatte sie sechs Zentimeter Vorsprung auf Rita Gildemeister, Milada Karbanová aus der Tschechoslowakei und Rosemarie Witschas.
Bei den Olympischen Spielen 1976 in Montreal, war Rosemarie Ackermann, wie Rosemarie Witschas nach ihrer Heirat hieß, klare Favoritin, hatte sie doch im Frühjahr in Dresden den Weltrekord auf 1,96 Meter erhöht. Bei 1,89 Meter waren drei Springerinnen noch ohne Fehlversuch: Sara Simeoni aus Italien, Mária Mračnová aus der Tschechoslowakei und Jordanka Blagoewa, Rosemarie Ackermann und die US-Amerikanerin Joni Huntley hatten die Höhe im zweiten Versuch genommen. 1,91 Meter sprangen nur noch drei Springerinnen: Simeoni und Ackermann im ersten Versuch, Blagojewa im zweiten Versuch. Nachdem nur Ackermann noch die 1,93 Meter überquerte, stand die Reihenfolge fest. Blagoewa hatte vier Jahre nach ihrer Silbermedaille von München Bronze in Montreal gewonnen. Vier Jahre später versuchte es Blagojewa 1980 in Moskau noch einmal, schied aber als 16. der Qualifikation vorzeitig aus.
Bei einer Körpergröße von 1,75 Meter hatte sie ein Wettkampfgewicht von 64 Kilogramm.

## Ergebnisse bei Halleneuropameisterschaften
Jordanka Blagojewa erreichte von 1967 bis 1969 bei den Europäischen Hallenspielen und von 1970 bis 1977 bei den Halleneuropameisterschaften mehrere Finalplatzierungen. Ihre Leistungen und Platzierungen im Einzelnen:
- 1967: Platz 8 – 1,70 Meter
- 1968: Platz 5 – 1,76 Meter
- 1969: Platz 2 – 1,82 Meter
- 1970: Platz 4 – 1,82 Meter
- 1972: Platz 3 – 1,84 Meter
- 1973: Platz 1 – 1,92 Meter
- 1976: Platz 11 – 1,80 Meter
- 1977: Platz 6 – 1,83 Meter